# Май Кемикъл Романс
„Май Кемикъл Романс“ (на английски: My Chemical Romance) е алтернативна/пънк рок група от гр. Нюарк, щата Ню Джърси, Съединените американски щати.
Членове на групата са братята Джерард Уей (вокал) и Майки Уей (бас китара), Рей Торо (лийд китара), Франк Айеро (ритъм китара) и Боб Брайър (барабани). Често името „Май Кемикъл Романс“ се съкращава на „Май Кем“ или „Ем Си Ар“ (MCR). Групата твърди, че се влияе главно от Мисфитс, Morrissey/The Smiths, Айрън Мейдън, Търздей, Моторхед и Кюър. Харесват също Блек Флаг и Смашинг Пъмпкинс.

## История
Групата е сформирана от Джерард Уей и барабаниста Мат Пелисър приблизително една седмица след събитията от 11 септември 2001 година. Атентатът срещу кулите близнаци вдъхновява Джерард да направи нещо с живота си. Той пише първата песен на групата Skylines And Turnstiles, за да изрази чувствата си относно атаката. Скоро след това Джерард и Мат канят Рей Торо да се присъедини към тях, защото по това време Уей не може да свири на китара и да пее едновременно, а и смята, че Торо е един от най-добрите китаристи, които е чувал в Ню Джърси. Тримата правят първия си запис на тавана на Мат, където са записани песните им „Our Lady Of Sorrows“ (в началото озаглавена „Bring More Knives“) и „Cubicles“. Майки Уей – братът на Джерард – харесва демото толкова много, че напуска колежа, за да се научи да свири на бас и да се включи в групата. Името „Май Кемикъл Романс“ е предложено от Майки, след като той попада на израза „Chemical Romance“ в книгата „Екстази“ на Ървин Уелш (с пълно име на английски: Ecstasy: Three Tales of Chemical Romance), докато работи в книжарницата „Барнс и Ноубъл“ заедно с брат си Джерард.
Началото на групата е трудно. Правят турне на собствени разноски, като пътуват с бял ван, подарен им от бабата и дядото на Джерард и Майки. В началото са много бедни и се налага да спят един върху друг във вана; често ги бъркат за чистачи заради окаяния вид на вана. Често се случва да забравят китариста си Рей на безиностанцията, когато спират за почивки, и той им се обажда, за да се върнат и да го вземат. Правят малки концерти, които твърдят, че са им любими, защото са по-интимни. Правят няколко демо записа с лошо качество поради липса на оборудване. Налага се Джерард да пее в банята заради по-добрата акустика на звукозаписа. На един от първите им концерти, който се провежда в мазе и има публика от 5 души (един от тях е бездомник, който записва концерта и се опитва да им продаде записа), се срещат с продуцент на Eyeball Records.
Подписват договор с Eyeball Records. Записват в една стая с групите Pencey Prep и Търздей. Така се запознават с Франк Айеро, който тогава е вокал и китарист на Pencey Prep. След разпадането на Pencey Prep през 2001/2002 година, Франк става китарист на „Май Кемикъл Романс“, като по това време до записването на дебютния им албум I Brought You My Bullets, You Brought Me Your Love остават броени дни. Въпреки това той е на китарата за записите на две от песните, едната от които е „Early Sunsets Over Monroeville“. Когато тя е завършена, Рей Торо казва, че това е най-добрата им песен. Към края на записването на албума Джерард има огромен проблем със болка в зъба си, заради което почти не може да довърши вокалите на останалата част на албума.
Фенове са на филмите на ужасите и комиксите и затова в текстовете на песните им има фантастични и театрални елементи и такива от филмите на ужасите. Всички от групата са от Ню Джърси, освен Боб Брайър, който е от Чикаго.
Three Cheers for Sweet Revenge е вторият студиен албум на MCR. Издаден на 8 юни 2004, това е първият албум на бандата издаден от Reprise Records и е техният дебютен албум с голяма звукозаписна компания. Скоро след записа на албума, тогавашният барабанист Мат е уволнен. Няма точна информация защо, но главното твърдение е, че Мат се е напил и счупил вана, с който групата ходи на турне. Скоро след това групата назначава звукоинженера Боб Брайър (работил също с The Used) за свой барабанист, като той участва в видеоклиповете на излезлите сингли от албума.
Третият студиен албум на групата носи заглавието The Black Parade. В него групата смесва алтернативен и класически рок и бритпоп. Пилотният сингъл от албума – песента Welcome to the Black Parade – оглавява класацията Hot Modern Rock Tracks на Билборд. Албумът е най-успешният им албум до тогава, с над 4 милиона продажби по цял свят. По-късно излиза и версията на албума, записана на концерт на живо („The Black Parade Is Dead!“), който също се справя много добре откъм продажби.
Четвъртият студиен албум на групата излиза на 22 ноември 2010 г. Заглавието му е Danger Days: The True Lives Of The Fabulous Killjoys и е написан от гледната точка на рок група от постапокалиптичния град Батери Сити и действието се развива през 2019 г. Първия сингъл от албума е Na Na Na (Na Na Na Na Na). В този албум на барабани в повечето песни свири Брайър, но не е кредитиран като член на групата, защото официално е уволнен „поради музикални различия“. Фенове, както и самият Брайър твърдят, че барабанистът е уволнен главно защото се е скарал с Майки Уей. Смята се, че той свири и се стреми към по-тежък звук, докато групата междувременно поема по пътя на по-"поп" звучащ рок.
„Май Кемикъл Романс“ нямат официален пети албум, но за такъв се води колекцията от петте 7-инчови плочи „Conventional Weapons“, издадени през 2012/2013 г. Звукът на албума е подобен на този от четвъртия им студиен албум.
Издават също и миниалбум от 3 песни „The Mad Gear And Missile Kid“, в който музиката е доста агресивна и спада към по-традиционален пънк рок и хардкор пънк, което контрастира с останалите албуми на групата.
„The Paper Kingdom“ е изгубеният и недовършен албум на „Май Кемикъл Романс“. Няма много информация за този албум, както и защо записите му са прекъснати. Джерард споделя, че този албум щял да бъде най-тежкият, тъмен, зловещ и тъжен албум, който групата е правила. Текстовете на песните били изключително тежки. Звукът на Danger Days е тотално изоставен, заместен с такъв, наподобяващ основно The Black Parade и Three Cheers for Sweet Revenge, като Джерард казва, че албумът щял да се хареса на феновете на The Black Parade. Смята се, че сингълът Fake Your Death, бонус диска „Living With Ghosts“, както и песните от миниалбума „Pinkish“ (издадени от Джерард Уей като солов изпълнител) са песни, планирани да бъдат включени в The Paper Kingdom. Знае се още, че „Май Кемикъл Романс“ използват естетиката на албума като декори на турнетата им след тяхното събиране през 2019 г.
Групата се разпада на 22 март 2013 г. съгласно съобщение в сайта им. По-късно Джерард Уей коментира раздялата, като казва, че всички членове са семейни и всички искат да са достойни бащи за децата си и да им отделят максимално време. Също споделя, че вече не е било „забавно“ да измислят нов материал. През 2014 Джерард пуска свой солов албум, „Hesitant Alien“; Франк Айеро също има активна солова кариера. Същата година излиза и компилацията им с хитове „May Death Never Stop You“, в който се съдържа сингъла „Fake Your Death“ – последният им студиен запис.
Групата се събира отново през 2019 г., като организира световно турне, възпрепятствано от пандемията от COVID-19 и отложено за 2022 г. Няма сведения за нова записана студийна музика от групата.
Техният хит сингъл „Helena“ е саундтрак на „Къщата на восъка“, а тяхна кавър версия на „Desolation Row“ е включена в саундтрака на филма „Пазителите“, на който групата е голям фен.

## Дискография
| външен вид | дата на излизане в САЩ | име                                                  | издател |
|            | 23 юли, 2002           | I Brought You My Bullets, You Brought Me Your Love   | Eyeball |
|            | 1 август, 2002         | Like Phantoms, Forever                               | Eyeball |
|            | 8 юни, 2004            | Three Cheers for Sweet Revenge                       | Reprise |
|            | 21 март, 2006          | Life on the Murder Scene                             | Reprise |
|            | 24 октомври, 2006      | The Black Parade                                     | Reprise |
|            | 1 юли, 2008            | The Black Parade Is Dead!                            | Reprise |
|            | 10 април, 2009         | ¡Venganza!                                           | Reprise |
|            | 22 ноември, 2010       | Danger Days: The True Lives of the Fabulous Killjoys | Reprise |
|            | 2012/2013              | Conventional Weapons                                 | Reprise |
|            | 25 март, 2014          | May Death Never Stop You                             | Reprise |